# Tolid Daru
Tolid Daru est un quartier du sud-ouest de Téhéran, la capitale de l'Iran. C'est dans ce quartier que se trouve Tolid Daru, une grande compagnie pharmaceutique iranienne.